# Desaparecido (album)
| Recensione | Giudizio       |
| ---------- | -------------- |
| Ondarock   | Pietra miliare |

Desaparecido è il primo album in studio del gruppo musicale italiano Litfiba, pubblicato nel marzo 1985 dalla I.R.A. Records.
Si tratta della seconda pubblicazione su formato LP del gruppo, dopo Eneide di Krypton del 1983, colonna sonora dell'omonimo spettacolo teatrale.

## Descrizione
È il primo disco della cosiddetta "trilogia del potere", il cui tema portante è il rifiuto della violenza e del totalitarismo. Il suono unisce le influenze new wave con un gusto per la melodia tipicamente mediterranea, caratteristica questa fortemente ricercata dalla band all'epoca. I complessi testi hanno spesso una componente onirica e lisergica, e sono caratterizzati dall'utilizzo della metafora. Alcune tra le canzoni dell'album rimarranno pezzi fondamentali del repertorio dal vivo del gruppo; tra questi in particolare si segnalano Eroe nel vento, poi corretto in Eroi nel vento, brano di apertura diventato un inno dal fortissimo impatto emotivo, Istanbul e Lulù e Marlene (dedicata a Louise Brooks). Degna di nota anche la title track, Desaparecido, contaminata dalla musica tipica dei mariachi e dal flamenco, e Pioggia di luce, senza dubbio il pezzo più raffinato e complesso dell'album.
Non tutti i brani sono inediti: La preda era stato pubblicato originariamente nel 1983 nel singolo Luna/La preda, mentre Guerra era già stato pubblicato nel 1982 nell'EP Litfiba.

## Accoglienza
(Federico Guglielmi)

## Tracce
Testi e musiche dei Litfiba.
1. Eroi nel vento (originariamente stampato sul retro di copertina come Eroe nel vento) – 3:45
2. La preda (nuova versione) – 2:50
3. Lulù e Marlene – 4:41
4. Istanbul – 5:42
5. Tziganata – 2:55
6. Pioggia di luce – 4:29
7. Desaparecido – 3:23
8. Guerra (nuova versione) – 5:30

## Formazione
Gruppo
- Piero Pelù - voce
- Ghigo Renzulli - chitarra
- Gianni Maroccolo - basso
- Antonio Aiazzi - tastiera
- Ringo De Palma - batteria

Altri musicisti
- Francesco Magnelli - pianoforte
- Lu Rashid - seconda voce (in Istanbul)
- Hanno Rinne - assolo di chitarra finale (in Pioggia di luce)

## Singoli e videoclip
- Eroi nel vento (solo videoclip)
- Istanbul/Tziganata (promo 45 giri - destinato alle radio francesi)
- Der Krieg (Guerra) (solo videoclip) [4]

## Errori
- Sul retro del disco e nel libretto del CD, il brano Istanbul è stato erroneamente intitolato "Istambul".
- Nel libretto del CD, il brano Eroi nel vento è stato erroneamente intitolato "Eroe nel vento".[senza fonte]